# Mireia Pérez
Mireia Pérez Plaza (Valencia, 9 de junio de 1984) es una historietista e ilustradora española.

## Biografía

### Primeros pasos
Durante su infancia, Mireia Pérez leyó Mafalda y números de Súper Humor y de El Jueves que pertenecían a su familia; adolescente, descubrió el manga y luego el cómic europeo y alternativo estadounidense.
Antes de terminal secundaria, con 15 años, aprendió a hacer páginas web donde publica sus primeras ilustraciones e inicia así una carrera artística intensamente relacionada con la red.
En 2003, comenzó a estudiar Bellas Artes en la Universidad de San Carlos de Valencia especializándose en cinematografía y dibujo.

### Inicios profesionales
En 2008, gracias a una beca Erasmus en Angoulême, comenzó su carrera como historietista. Desde entonces ha colaborado en revistas como "El Manglar" y "El Jueves", y en los fanzines Mortland, Transdimensional Express y Hundlebert Syndrome, de Ultrarradio Ediciones, además de autoeditarse el cómic "Chica y Monstruo en la Llegada del Invierno", que tuvo su continuación en "Chico y Monstrua en la Llegada de la Primavera", también en Ultrarradio Ediciones. Ha colaborado además con sus historias en el semanario en línea de humor gráfico, El Estafador y con sus ilustraciones, en el Blog Libro de Notas.
En 2010 ganó el premio Injuve de Cómic e Ilustración y en 2011, el Premio Internacional Fnac-Sins entido de Novela Gráfica. Su libro ‘Nómada’, la primera parte de La muchacha salvaje, es fruto de dicho galardón.

## Obra
| Años | Título                                                         | Guionista | Tipo | Publicación                             |
| ---- | -------------------------------------------------------------- | --- | --- | --------------------------------------- |
| 2007 | Desorden                                                       | Mireia Pérez                                                                                                 | Cortometraje | Autoproducción                          |
| 2009 | Au Fil du Nil 2009                                             | Mireia Pérez                                                                                                 | "Nido". Historia de 4 páginas | École Supérieure de l'Image d'Angoulême |
| 2009 | Chica y Monstruo en la llegada del invierno                    | Mireia Pérez                                                                                                 | Cuento en postales | Autoedición                             |
| 2009 | Oci Magazine número de diciembre de 2009                       | Mireia Pérez                                                                                                 | Ilustración | Oci Magazine                            |
| 2010 | El Estafador nº 18: La familia                                 | Mireia Pérez                                                                                                 | Webcómic | El Estafador                            |
| 2010 | El Estafador nº 19: Sexo                                       | Mireia Pérez                                                                                                 | Webcómic | El Estafador                            |
| 2010 | El Estafador nº 19: Drogas                                     | Mireia Pérez                                                                                                 | Webcómic | El Estafador                            |
| 2010 | El Estafador nº 21: Rock n' roll                               | Mireia Pérez                                                                                                 | Webcómic | El Estafador                            |
| 2010 | El Estafador nº 22: La eternidad                               | Mireia Pérez                                                                                                 | Webcómic | El Estafador                            |
| 2010 | El Estafador nº 24: La suerte                                  | Mireia Pérez                                                                                                 | Webcómic | El Estafador                            |
| 2010 | El Estafador nº 25: El miedo                                   | Mireia Pérez                                                                                                 | Webcómic | El Estafador                            |
| 2010 | El Estafador nº 29: Sueños                                     | Mireia Pérez                                                                                                 | Webcómic | El Estafador                            |
| 2010 | We Love Cinema nº 2                                            | Mireia Pérez                                                                                                 | Blog | welovecinema.es                         |
| 2010 | Gomme Occulte                                                  | Mireia Pérez, Jonathan Dri, Antoine Maillard, Mathilde Payen, Kévin Bonin, Fanny Grossmans y Pierre Frampas. | Fanzine | welovecinema.es                         |
| 2010 | El Estafador nº 32: Modernos                                   | Mireia Pérez                                                                                                 | Webcómic | El Estafador                            |
| 2010 | Chico y Monstrua en la llegada de la primavera                 | Mireia Pérez                                                                                                 | Cuento en postales | Ultrarradio Ediciones                   |
| 2010 | Chica y Monstruo en la llegada del invierno (2ª edición)       | Mireia Pérez                                                                                                 | Cuento en postales | Ultrarradio Ediciones                   |
| 2010 | El Estafador nº 34: El espacio                                 | Mireia Pérez                                                                                                 | Webcómic | El Estafador                            |
| 2010 | El Estafador nº 36: Terror                                     | Mireia Pérez                                                                                                 | Webcómic | El Estafador                            |
| 2010 | Mortland                                                       | Mireia Pérez                                                                                                 | "Mientras tanto, en otro lugar...". Historia de 5 páginas | Ultrarradio Ediciones                   |
| 2010 | El Estafador nº 40: Gordos                                     | Mireia Pérez                                                                                                 | Webcómic | El Estafador                            |
| 2010 | El Manglar nº 12                                               | Mireia Pérez                                                                                                 | "El Fin". Historia de 5 páginas | Dibbuks                                 |
| 2010 | El Estafador nº 43: No, gracias. Que lo he dejado              | Mireia Pérez                                                                                                 | Webcómic | El Estafador                            |
| 2010 | El Estafador nº 44: Sociedad Medicalizada                      | Mireia Pérez                                                                                                 | Webcómic | El Estafador                            |
| 2010 | Catálogo Creación Injuve: Cómic e ilustración 2010             | Mireia Pérez                                                                                                 | Reimpresión de las historias aparecidas en El Estafador n.º 40: Gordos, Au Fil du Nil 2009, Mortland, El Manglar n.º 12, e impresión por primera vez de la historia "La muchacha salvaje: La roca", publicada previamente en el blog de la autora. | Instituto de la Juventud                |
| 2010 | El Estafador nº 45: Vacaciones                                 | Mireia Pérez                                                                                                 | Webcómic | El Estafador                            |
| 2010 | El Estafador nº 46: Síndrome Postvacacional                    | Mireia Pérez                                                                                                 | Webcómic | El Estafador                            |
| 2010 | El Estafador nº 47: Dibujantes                                 | Mireia Pérez                                                                                                 | Webcómic | El Estafador                            |
| 2010 | El Estafador nº 48: Personalidad                               | Mireia Pérez                                                                                                 | Webcómic | El Estafador                            |
| 2010 | El Estafador nº 49: Huelga general                             | Mireia Pérez                                                                                                 | Webcómic | El Estafador                            |
| 2010 | El Estafador nº 50: Especial Estafadores                       | Mireia Pérez                                                                                                 | Webcómic | El Estafador                            |
| 2010 | El Estafador nº 51: Love of Lesbian                            | Mireia Pérez                                                                                                 | Webcómic | El Estafador                            |
| 2010 | El Jueves nº 1743                                              | Mireia Pérez                                                                                                 | "Compartir piso". Historia de 3 páginas | Ediciones El Jueves, S.A.               |
| 2010 | El Estafador nº 53: infidelidades                              | Mireia Pérez                                                                                                 | Webcómic | El Estafador                            |
| 2010 | El Estafador nº 55: Ser padres                                 | Mireia Pérez                                                                                                 | Webcómic | El Estafador                            |
| 2010 | El Estafador nº 57: Cine                                       | Mireia Pérez                                                                                                 | Webcómic | El Estafador                            |
| 2010 | Transdimensional Express                                       | Mireia Pérez                                                                                                 | Historia corta | Ultrarradio Ediciones                   |
| 2010 | El Jueves nº 1751                                              | Mireia Pérez                                                                                                 | "La nueva reina del Pop". Historia de 1 página | Ediciones El Jueves, S.A.               |
| 2011 | El Colibrí nº 2                                                | Mireia Pérez                                                                                                 | "Relax Relax". Historia de 6 páginas | Toni M. i Sergi P. (eds.)               |
| 2011 | Diario El País, edición del día 1 de febrero de 2012           | Mireia Pérez                                                                                                 | Ilustración | Ediciones El País, S.L.                 |
| 2011 | Diáspora y una ramita arrancada del cemento                    | Mireia Pérez                                                                                                 | Fanzine | Ultrarradio Ediciones                   |
| 2011 | Chica y Monstruo en la llegada del invierno (3ª edición)       | Mireia Pérez                                                                                                 | Cuento en postales | Ultrarradio Ediciones                   |
| 2011 | Romance                                                        | Mireia Pérez y Xoan Marín                                                                                    | Fanzine | Ultrarradio Ediciones                   |
| 2011 | El Estafador nº 71: Libros de autoayuda                        | Mireia Pérez                                                                                                 | Webcómic | El Estafador                            |
| 2011 | El Jueves nº 1762                                              | Mireia Pérez                                                                                                 | "Compartir piso". Historia de 2 páginas | Ediciones El Jueves, S.A.               |
| 2011 | El Jueves nº Especial 101 medidas definitivas contra la crisis | Mireia Pérez                                                                                                 | 2 Historias de 1 páginas | Ediciones El Jueves, S.A.               |
| 2011 | El Estafador nº 79: Profesores                                 | Mireia Pérez                                                                                                 | Webcómic | El Estafador                            |
| 2011 | usted está aquí nº 3                                           | Mireia Pérez                                                                                                 | "Sin título". Historia de 2 páginas | Dibbuks                                 |
| 2011 | El detective del País Borroso: El Fantasma I                   | Mireia Pérez                                                                                                 | Ilustración | Blog Libro de Notas                     |
| 2011 | Hundlebert Syndrome                                            | Mireia Pérez                                                                                                 | Historia corta | Ultrarradio Ediciones                   |
| 2011 | El detective del País Borroso: El Fantasma II                  | Mireia Pérez                                                                                                 | Ilustración | Blog Libro de Notas                     |
| 2011 | Benvinguts al Cabanyal                                         | Mireia Pérez                                                                                                 | Ilustración | Media vaca                              |
| 2011 | El detective del País Borroso: El Fantasma IV                  | Mireia Pérez                                                                                                 | Ilustración | Blog Libro de Notas                     |
| 2011 | El detective del País Borroso: Harpía I                        | Mireia Pérez                                                                                                 | Ilustración | Blog Libro de Notas                     |
| 2011 | La Muchacha Salvaje: Nómada                                    | Mireia Pérez                                                                                                 | Novela Gráfica | Sins Entido                             |
| 2011 | Euro-Trash Girl: Afterhours EP                                 | Mireia Pérez                                                                                                 | Dibujos de carpeta de EP | Euro-Trash Girl                         |
| 2011 | Cartel Getxo 2011                                              | Mireia Pérez y Manuel Bartual                                                                                | Ilustración | Salón del Cómic y Manga de Getxo        |
| 2011 | El balancín                                                    | Mireia Pérez y Manuel Bartual                                                                                | Historia de 2 páginas | Salón del Cómic y Manga de Getxo        |
| 2011 | El Estafador nº 100: Viajes en el tiempo                       | Mireia Pérez                                                                                                 | Webcómic | El Estafador                            |
| 2012 | Les 24 heures de la bande desinée 2012                         | Mireia Pérez                                                                                                 | Webcómic | Les 24 heures de la bande desinée 2012  |
| 2011 | El detective del País Borroso: Harpía V                        | Mireia Pérez                                                                                                 | Ilustración | Blog Libro de Notas                     |
| 2012 | Cortocuentos 2                                                 | Borja Crespo                                                                                                 | Ilustraciones para el relato "Dame una caja de viaje". | Sins Entido                             |
| 2012 | Caramba 2                                                      | Mireia Pérez                                                                                                 | 1 viñeta | Caramba Cómics                          |
| 2011 | El detective del País Borroso: Hongo VIII                      | Mireia Pérez                                                                                                 | Ilustración | Blog Libro de Notas                     |
| 2014 | Institutos                                                     | Mireia Pérez + Caniculadas                                                                                   | Novela Gráfica | Astiberri Ediciones                     |
| 2014 | Negro                                                          | Mireia Pérez                                                                                                 | minitebeo de 20 páginas | Autsaider Cómics                        |
| 20?? | Una Zorra de Siete Tetas                                       | Mireia Pérez                                                                                                 | Novela Gráfica | Caramba Cómics                          |